# Siegelsbach

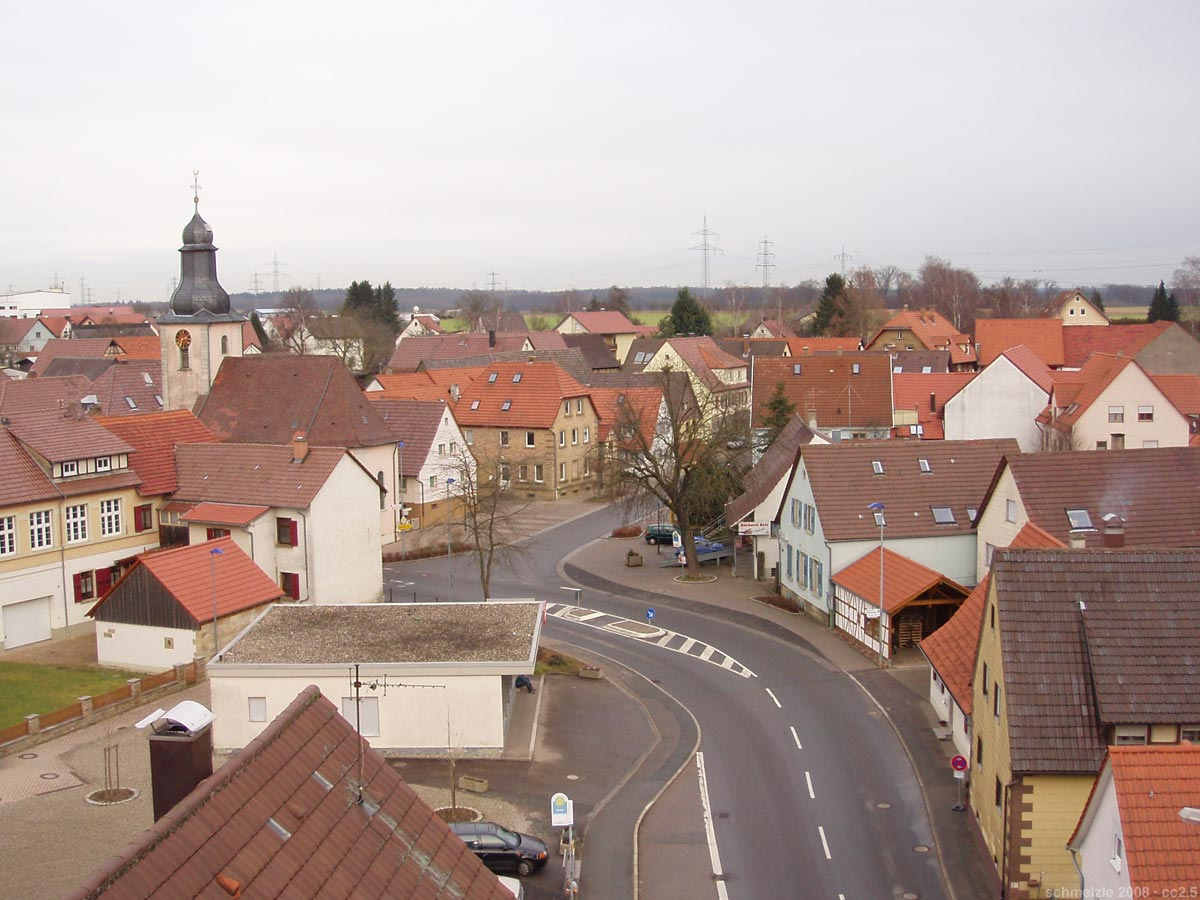
Siegelsbach, Hauptstraße mit evang. Kirche

Siegelsbach ist eine Gemeinde im Landkreis Heilbronn in Baden-Württemberg. Sie gehört zur Region Heilbronn-Franken und zur Randzone der europäischen Metropolregion Stuttgart. Siegelsbach zählt zu den kleinsten Gemeinden des Landkreises.

## Geographie

### Geographische Lage
Siegelsbach liegt an der nördlichen Grenze des Landkreises Heilbronn, einige Kilometer westlich des Neckars. Der Ort liegt im Übergangsbereich von Kraichgau und Neckarbergland auf einem leicht von Süden nach Norden ansteigenden Plateau aus Muschelkalk, das im Osten von Keupersandstein überzogen wird. Der größte Teil der Gemarkung entwässert nach Osten über Tiefenbach, Siegelsbach und Mühlebachgraben in den Mühlbach-Unterlauf im Fünfmühlental zum Neckar, ein kleiner nordwestlicher über den Wollenbach in den Schwarzbach, ein winziger südwestlicher über den Krebsbach in den Schwarzbach; dieser erreicht dann nach viel längerer Flussstrecke über die Elsenz weiter flussabwärts ebenfalls den Neckar.

### Nachbargemeinden
Nachbarstädte und -gemeinden Siegelsbachs sind (im Uhrzeigersinn, beginnend im Süden): Bad Rappenau (Landkreis Heilbronn), Hüffenhardt und Haßmersheim (beide Neckar-Odenwald-Kreis). Mit Bad Rappenau und Kirchardt ist Siegelsbach eine Vereinbarte Verwaltungsgemeinschaft eingegangen.

### Gemeindegliederung
Zu Siegelsbach gehören zwar keine weiteren Ortsteile, aber die Wohnplätze Am Wagenbacher Weg links (ehem. Frauenlager), Schnepfenhardter (Siegelsbacher) Mühle und Siedlung.

### Flächenaufteilung
Nach Daten des Statistischen Landesamtes, Stand 2014.

## Geschichte

### Frühe Geschichte
Siegelsbach liegt im Hinterland des römischen Neckarlimes. Im Umland befanden sich mehrere römische Gutshöfe, und nahe Siegelsbach verlief einst auch eine Römerstraße, allerdings gibt es direkt auf Siegelsbacher Gemarkung keine Funde aus der Römerzeit. Die erste Besiedlung geht daher vermutlich auf das Bistum Worms zurück, das im 11. und 12. Jahrhundert das Gebiet zwischen Neckar und Elsenz rodete und bewirtschaftete. Die erste urkundliche Erwähnung des Ortes entstammt dem Jahr 1258. Das Dorf wurde damals in einer Urkunde anlässlich eines Streits um Rechte in villa Sigelspach zwischen Konrad von Ehrenberg und dem Stift Wimpfen genannt.
1380 gelangte Siegelsbach in den Besitz der Kurpfalz, die den Ort den Herren von Hirschhorn, die zuvor bereits Teile des Ortes erworben hatten, zu Lehen gab. Die Hirschhorner wohnten nicht selbst in Siegelsbach, sondern ließen sich dort von einem Amtmann vertreten, der im Hirschhorner Hof seinen Sitz hatte. Zu dieser Zeit bestand auch bereits die 1358 und 1393 erwähnte Schnepfenhardter Mühle, die im 16. Jahrhundert in den Besitz der Gemeinde kam sowie eine Kapelle. Neben den Hirschhornern hatten im 15. Jahrhundert auch Konrad von Weinsberg und Hans der Reiche von Gemmingen Anteile am Ort. Die von Gemmingen behielten ihre Anteile bis ins 19. Jahrhundert.
1523 wurde Siegelsbach durch die von Hirschhorn reformiert. 1554 erließen die Herren von Hirschhorn außerdem ein Weistum (Dorfordnung) für Siegelsbach. Nach dem Aussterben derer von Hirschhorn 1632 fiel deren Lehen an die Kurpfalz zurück und der Ort wurde von der kurfürstlichen Rechenkammer verwaltet. 1634 wurde Siegelsbach im Dreißigjährigen Krieg von schwedischen Truppen niedergebrannt, im Folgejahr wütete die Pest. Die Kurpfalz ließ den Hirschhorner Hof als Amtssitz nach dem Ende des Krieges wieder instand setzen.

### Siegelsbach und die Grafen von Wiser
Im Jahr 1698 kam der Ort als kurpfälzisches Lehen an Franz Melchior von Wiser. Die katholischen Freiherren bzw. ab 1702 Grafen von Wiser standen in hohen kurpfälzischen Diensten, Franz Melchior von Wiser war kurpfälzischer Hofkanzler. Nach seinem Tod 1702 verwalteten seine Söhne zunächst gemeinsam das Erbe, teilten es dann 1709 jedoch unter sich auf, so dass Siegelsbach mit Friedelsheim und Teilen von Ober- und Untergimpern an Franz Joseph von Wiser kam, der die Linie Wiser-Siegelsbach (auch Schwarz-Wiser genannt) gründete. Die Grafen Wiser nahmen ihren Wohnsitz teilweise im ehemaligen Hirschhorner Hof, den sie im frühen 18. Jahrhundert zum standesgemäßen Schloss Siegelsbach ausbauten. Die katholischen Grundherren betrieben eine aggressive Rekatholisierung der überwiegend lutherischen Gemeinde und ihre Fron- und Abgabenforderungen gingen über das im Weistum von 1554 vereinbarte Maß hinaus. Die Georgskirche wurde zunächst als Simultankirche genutzt und kam dann 1710 an die Katholiken. Die evangelische Gemeinde, deren Pfarrer 1711 vertrieben wurde, konnte erst 1765 eine eigene Kirche erbauen, außerdem gab es noch bis in die zweite Hälfte des 20. Jahrhunderts nach Konfessionen getrennte Friedhöfe. Die Grafen von Wiser wohnten im 18. Jahrhundert längere Zeit in Mannheim und Friedelsheim, wohin Botenfronden zu erbringen waren. 1788 zog Joseph Graf von Wiser wieder nach Siegelsbach. 1799 wurde der Ort von Franzosen geplündert.

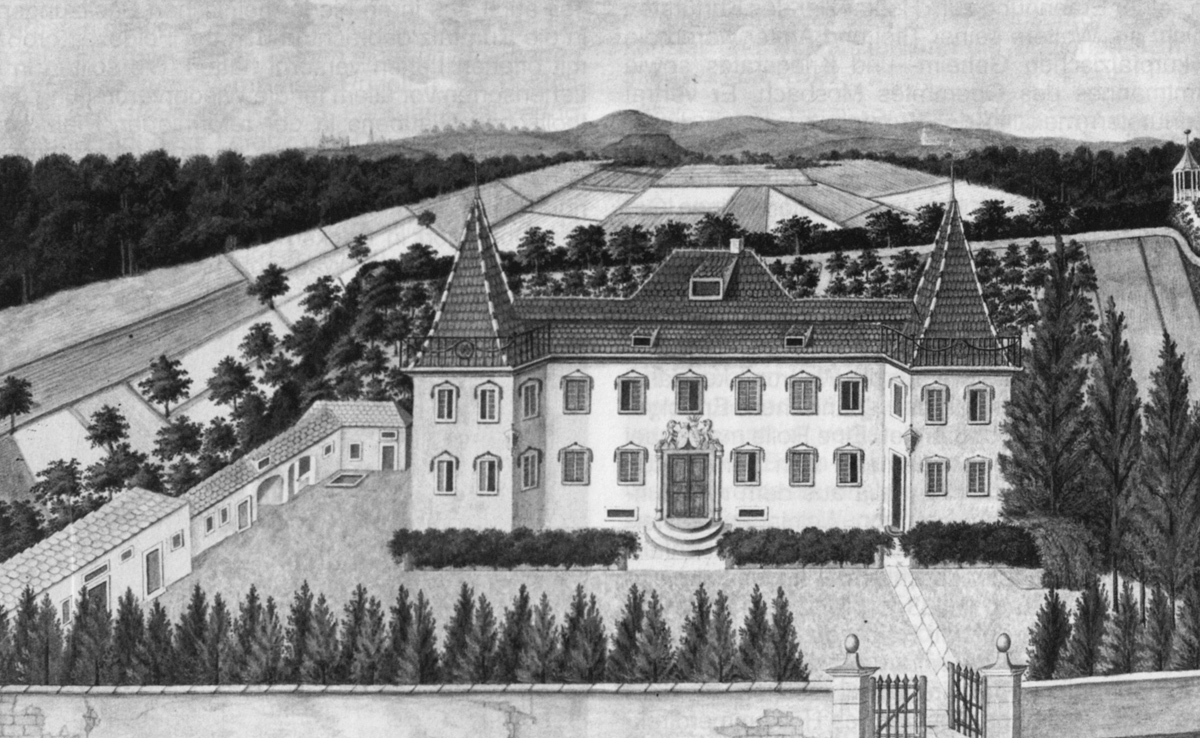
Schloss Siegelsbach 1799

1803 wurde die Kurpfalz aufgelöst, und Siegelsbach kam mit dem Oberamt Mosbach zum Fürstentum Leiningen, nach dem Ende dessen Souveränität 1806 zu Baden und dort zum Bezirksamt Neckarbischofsheim. Die Einwohner verweigerten 1810/11 alle Fronden und Abgaben, die 1811 durch die Besetzung des Dorfes durch knapp 70 Dragoner erzwungen wurden. Im selben Jahr 1811 erwarb Graf von Wiser das vormalige Lehen schließlich durch einen Vergleich mit der Fürstlich-Leiningenschen Regierung gegen Zahlung von 8000 rheinischen Gulden als Allodialbesitz. Sein Erbbestand hatte 1798 rund 163 Morgen betragen, durch den Vergleich gewann er 248 Morgen Erbbestand hinzu, darunter 148 Morgen Wald. Im Folgejahr löste er das grundherrliche Amt Siegelsbach auf und ließ den Ort vom Oberamt Mosbach mitverwalten. Gleichzeitig versuchte er, seinen Waldbesitz an auswärtige Interessenten zu verkaufen, was von der Gemeinde verhindert werden konnte, die 1813 selbst den Wald erwarb. Außerdem erwarb die Gemeinde 1829 von den Herren von Gemmingen weitere 16 Morgen Wald. Joseph Carl Georg von Wiser verkaufte 1833 auch das Schloss, das nach mehreren Besitzerwechseln 1862 in den Besitz der evangelischen Kirchengemeinde kam. 1841 wurden 815 Einwohner gezählt. 1848 verzichtete der Graf von Wiser auf seine Patronatsrechte; seine Nachfahren forderten diese aber nach seinem Tod 1862 wieder ein und verzichteten vollends erst im Jahr 1868.

### Siegelsbach als badische Landgemeinde
1864 kam die Gemeinde zum Bezirksamt Sinsheim, dem späteren Landkreis Sinsheim. Die Einwohnerzahl war aufgrund zahlreicher Auswanderer im 19. Jahrhundert leicht rückläufig. Im späten 19. Jahrhundert setzte in Siegelsbach eine geringe Industrialisierung ein. Jacob Grötzinger richtete 1864 eine Seifensiederei ein, aus der sich die Süddeutsche Öl- und Fettwarenfabrik entwickelte, die 1898 eine größere Fabrikationsanlage errichtete. Außerdem gab es 1891 eine Dampfdrescherei mit fahrbarer Lokomotive. Besondere Bedeutung gewann um 1900 auch der Siegelsbacher Steinbruch, dessen Sandstein begehrt für Bauvorhaben war und u. a. beim Bau des Badischen Bahnhofes in Basel oder des Neuen Rathauses in Hannover verwendet wurde.
Am 15. Oktober 1902 wurde die Krebsbachtalbahn, eine Nebenbahn von Neckarbischofsheim nach Hüffenhardt, eingeweiht. Ab 1907 führte ein Schmalspurgleis von den Siegelsbacher Steinbrüchen zum Bahnhof, im selben Jahr wurde erstmals an der neuerbauten Industrieschule unterrichtet. Durch den Bahnhof gewann der alte Wagenbacher Weg als Bahnhofstraße an Bedeutung und zeichnete das Wachstum des Ortes nach Westen vor. Ab 1925 war Siegelsbach ein Ferienziel von Kindern aus Ratibor, später waren hier auch Kinder aus Mannheim. Ab 1930 führte auch die Omnibuslinie von Bad Rappenau nach Helmstadt über Siegelsbach. Die Einwohnerzahl war weiter rückläufig, 1935 wurden 770 Einwohner gezählt. 1939 wurde die Fettwarenfabrik aus Arbeitskräftemangel stillgelegt, nachdem die Gründerfamilie Grötzinger bereits 1937 ausgewandert war und den Betrieb verkauft hatte.
Im Jahr 1939 begann der Bau der Munitionsanstalt Siegelsbach im westlich des Ortes gelegenen Schlagwald. Westlich der Bahnlinie wurden hierfür am Ort auch Wohnbauten für Wehrmachtsbedienstete erbaut. Ab 1940 wurden in der Munitionsanstalt Artilleriegranaten gefertigt und gelagert. Die Munitionsanstalt erhielt einen eigenen Gleisanschluss, und in ihr wurden insgesamt rund 18 Kilometer Gleise verlegt – mehr als die Länge der Krebsbachtal-Hauptstrecke. 1940 wurde der Bahnhof erweitert und 1942 am Munawald ein Haltepunkt der Nebenbahn eingerichtet, der nach dem damaligen Kommandeur Hauptmann Thom Thoms Hütten genannt wurde (heute: Siegelsbach Wald). 1944 wurden in der Munitionsanstalt auch V2-Raketen zwischengelagert. Die Anlage wurde im Frühjahr 1945 mehrfach Ziel von Luftangriffen.

### Siegelsbach seit dem Zweiten Weltkrieg
Die Gemeinde mit rund 750 Einwohnern im Jahr 1939 hatte während und nach dem Zweiten Weltkrieg rund 450 Heimatvertriebene und 105 Evakuierte aufzunehmen. Angrenzend an die „Wehrmachtshäuser“ westlich der Bahnlinie entstanden mehrere „wilde Bauten“, die von der Badischen Landsiedlung übernommen wurden. Sich weiter nach Westen ausdehnend entstand die Siedlung, die an Fläche bald den Altort übertraf.
Der größte Teil des einstigen Areals der Munitionsanstalt wurde ab 1950 von der US-Armee als Munitionsdepot genutzt. Die Gemeinde begann auf dem verbliebenen Teil, Industrie anzusiedeln, doch wurden die Flächen nach Gründung der Bundeswehr von dieser beanschlagt und ebenfalls als Depot genutzt. Im amerikanischen Teil wurden, zuletzt bewacht von der 556th MP Company, auch Atomsprengköpfe gelagert, die 1992 abgezogen wurden. Ab 1993 nutzte nur noch die Bundeswehr das Depotgelände. Für Beschäftigte des Bundeswehr-Depots erfolgten im Ort weitere bedeutende Wohnungsbaumaßnahmen.
Die Öl- und Fettwarenfabrik nahm 1947 wieder den Betrieb auf. Die Gemeinde erwarb außerdem den inzwischen stillgelegten Steinbruch und nutzte diesen als Müllkippe. Die durch Siegelsbach führende Straße von Bad Rappenau nach Hüffenhardt wurde 1963 ausgebaut. 1971 wurde ein neues Rathaus erbaut.
Bei der Kreisreform Baden-Württemberg 1973 wurde Siegelsbach dem württembergischen Landkreis Heilbronn zugeschlagen. Eine diskutierte Eingemeindung in die Nachbarstadt Bad Rappenau wurde 1974 per Bürgerentscheid mit großer Mehrheit abgelehnt, wohl vereinigten sich aber die dortigen Volks- und Raiffeisenbanken und 1975 wurde eine Verwaltungsgemeinschaft mit Bad Rappenau wirksam. 1982 erfolgte der Ausbau der Ortsdurchfahrt.
Am 7. Oktober 2004 kam in Siegelsbach bei einem Bankraub ein Mensch ums Leben, zwei weitere wurden verletzt; der Täter wurde in den Medien oft als „Bäcker von Siegelsbach“ bezeichnet.
Die Bundeswehr hat ihr Depot in Siegelsbach 2010 aufgegeben, seitdem wird das 208 Hektar große Areal wieder gewerblich genutzt.

### Bevölkerungsentwicklung
| Jahr      | 1871 | 1900 | 1925 | 1939 | 1950 | 1961 | 1970 | 1987 | 1990 | 1998 | 2006 | 2014 | 2021 |
| Einwohner | 812  | 889  | 837  | 747  | 1291 | 1224 | 1409 | 1391 | 1400 | 1612 | 1694 | 1627 | 1679 |

## Religionen
Die Einwohner Siegelsbachs sind überwiegend evangelisch. Neben der Evangelischen Kirchengemeinde sind auch eine Katholische Kirchengemeinde und die Freikirche Evangelische Täufergemeinde ETG vor Ort vertreten.
Die jüdische Gemeinde in Siegelsbach bestand seit dem 18. Jahrhundert. 1775 wurden 28 Personen gezählt, die Gemeinde wuchs bis 1801 auf 63 Personen an. Im 19. Jahrhundert wurden eine Synagoge und eine Mikwe eingerichtet, und die Gemeinde vergrößerte sich bis zur Mitte des 19. Jahrhunderts weiter. 1848 waren es 104 Personen. Ab der zweiten Hälfte des 19. Jahrhunderts nahm die Gemeinde durch Ab- und Auswanderung stark ab. 1875 waren es noch 67 Personen, 1900 noch 29 und 1933 nur noch neun. Nachdem bis Januar 1938 drei Gemeindemitglieder verstorben und die Zahl der Juden in Siegelsbach auf sechs gesunken war, wurden am 19. Januar 1938 die Synagoge verkauft und die religiöse Gemeinde am 20. Januar 1938 aufgelöst. Die letzten sechs Siegelsbacher Juden wanderten danach allesamt in die USA aus.

## Politik

### Verwaltungsgeschichte
In grundherrlicher Zeit wurde von der Ortsherrschaft ein Schultheiß auf Lebenszeit ernannt. Nach 1806 trat an dessen Stelle ein Vogt, bis ab 1831 ein badisches Landesgesetz die Schaffung eines aus der Bevölkerung gewählten Gemeinderats aus drei Räten und einem Bürgermeister vorschrieb. Ihm zur Seite trat ein Bürgerausschuss mit 18 Mitgliedern. 1870 wurde die Anzahl der Gemeinderäte auf sechs verdoppelt. 1935 wurde der Bürgerausschuss abgeschafft. Nach dem Zweiten Weltkrieg gab es bis 1948 wechselnde kommissarische Bürgermeister. 1946 wurde zunächst ein Rat aus vier Personen gewählt, deren Zahl sich bis 1947 wegen des starken Bevölkerungswachstums durch Heimatvertriebene auf zwölf erhöhte. Heute hat der Gemeinderat zehn Sitze. Zum ersten hauptamtlichen Bürgermeister in der Geschichte des Ortes wurde 1966 Kurt Schüßler gewählt, dem 1986 Uli Kremsler folgte, der 32 Jahre im Amt war, bis 2018 Tobias Haucap in Siegelsbach Bürgermeister wurde.
- 1966–1986: Kurt Schüßler
- 1986–2018: Uli Kremsler
- seit 2018: Tobias Haucap

### Gemeinderat
Der Gemeinderat besteht aus den gewählten ehrenamtlichen Gemeinderäten und dem stimmberechtigten Bürgermeister als Vorsitzendem. Der Gemeinderat in Siegelsbach hat 10 Mitglieder und wurde bei der Kommunalwahl am 9. Juni 2024 bei einer Wahlbeteiligung von 66,9 % in Mehrheitswahl aus einer Einheitsliste gewählt.

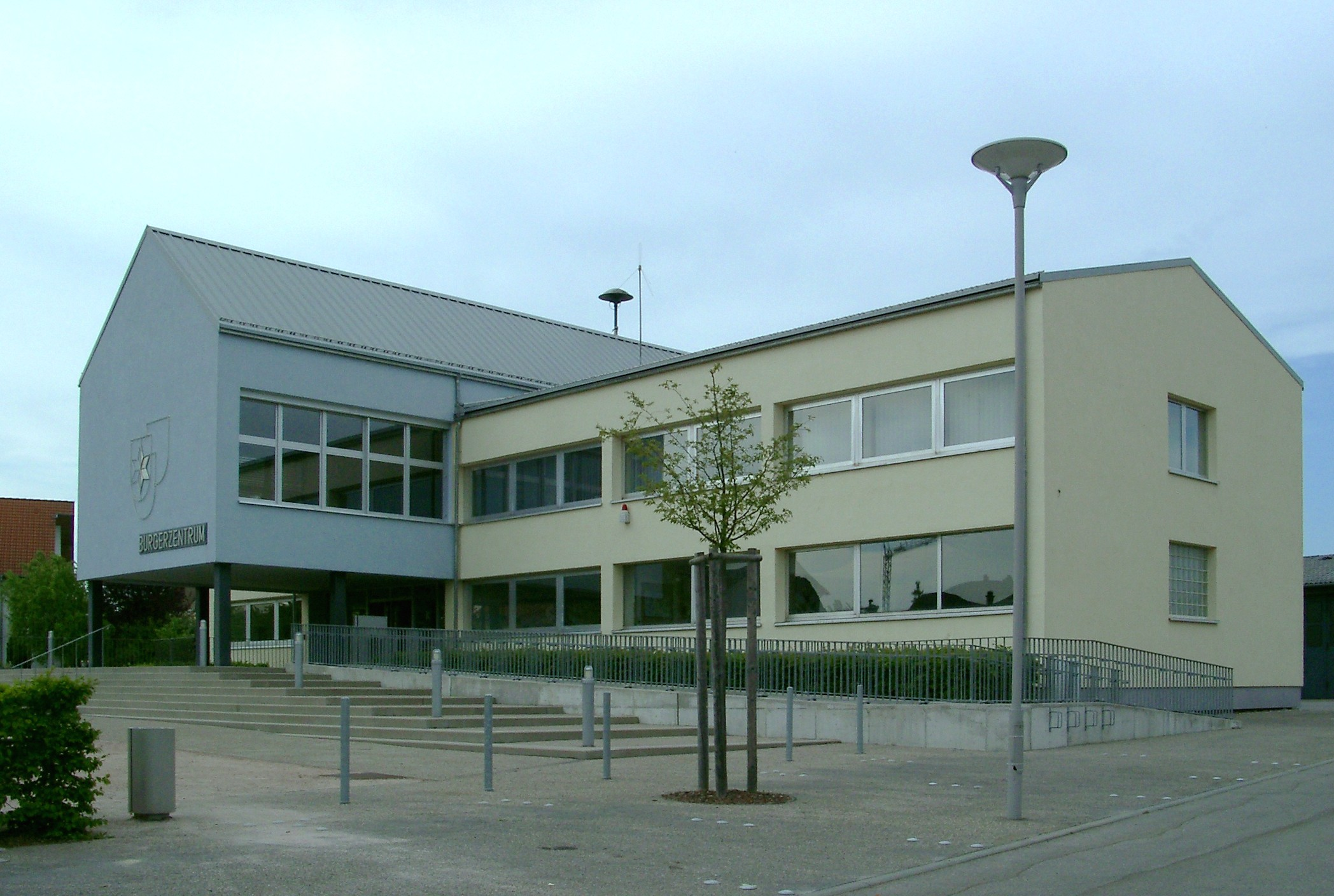
Rathaus Siegelsbac

### Wappen und Flagge

Wappen Siegelsbachs

Die Blasonierung des Siegelsbacher Wappens lautet: In von Rot und Gold gespaltenem Schild ein sechsstrahliger Stern in verwechselten Farben. Die Flagge der Gemeinde ist Gelb-Rot.
Der Stern im Siegelsbacher Wappen ist vom Wappen der ehemaligen Ortsherren, der Grafen von Wiser, abgeleitet. Das Generallandesarchiv Karlsruhe hatte die Aufnahme des Sterns in veränderter Form und Farbgebung in ein Siegelsbacher Ortswappen vorgeschlagen, was 1922 erfolgte. Die Flagge wurde Siegelsbach am 16. Mai 1959 vom baden-württembergischen Innenministerium verliehen.

## Kultur und Sehenswürdigkeiten

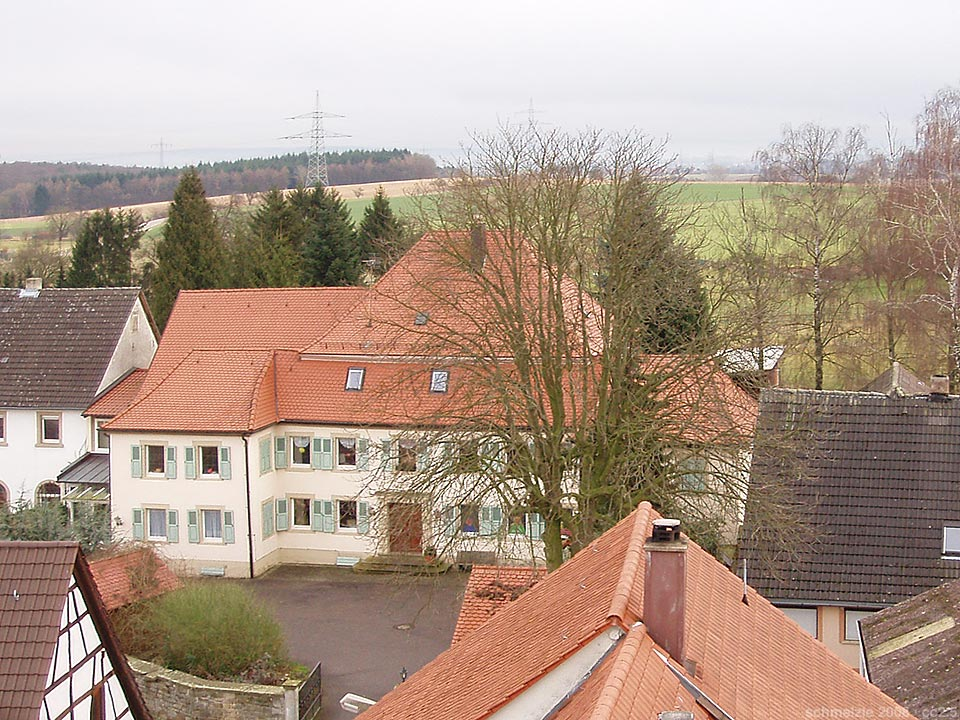
Schloss Siegelsbach

- Das Schloss Siegelsbach geht auf den ursprünglichen Hirschhorner Hof zurück und wurde durch die Grafen von Wiser im frühen 18. Jahrhundert zu einer Schlossanlage erweitert. Nachdem die Wiser das Schloss 1833 verkauft hatten und ein nachfolgender Besitzer auf einem älteren Keller eine Brauerei errichtet hatte, diente das Anwesen ab 1841 kurzzeitig als Gastwirtschaft Zum Badischen Hof. Die Anlage kam 1862 in den Besitz der evangelischen Gemeinde, die das Schlossgebäude seitdem als Pfarrhaus und seit 1960 auch als Kindergarten nutzt. Das ehemalige Brauereigebäude wurde zeitweilig als Fettwarenfabrik, dann landwirtschaftlich genutzt und ist heute als Wohnhaus ausgebaut.
- Das im ehemaligen Schlossgarten erbaute Schulhaus des Ortes wurde 1912/1913 aus regionalem Sandstein errichtet. Rathaus und Turnhalle sind moderne Zweckbauten aus Beton-Fertigteilen und wurden 1971 eingeweiht und seitdem verschiedentlich modernisiert. Das Kriegerdenkmal des Ortes wurde 1969 errichtet.

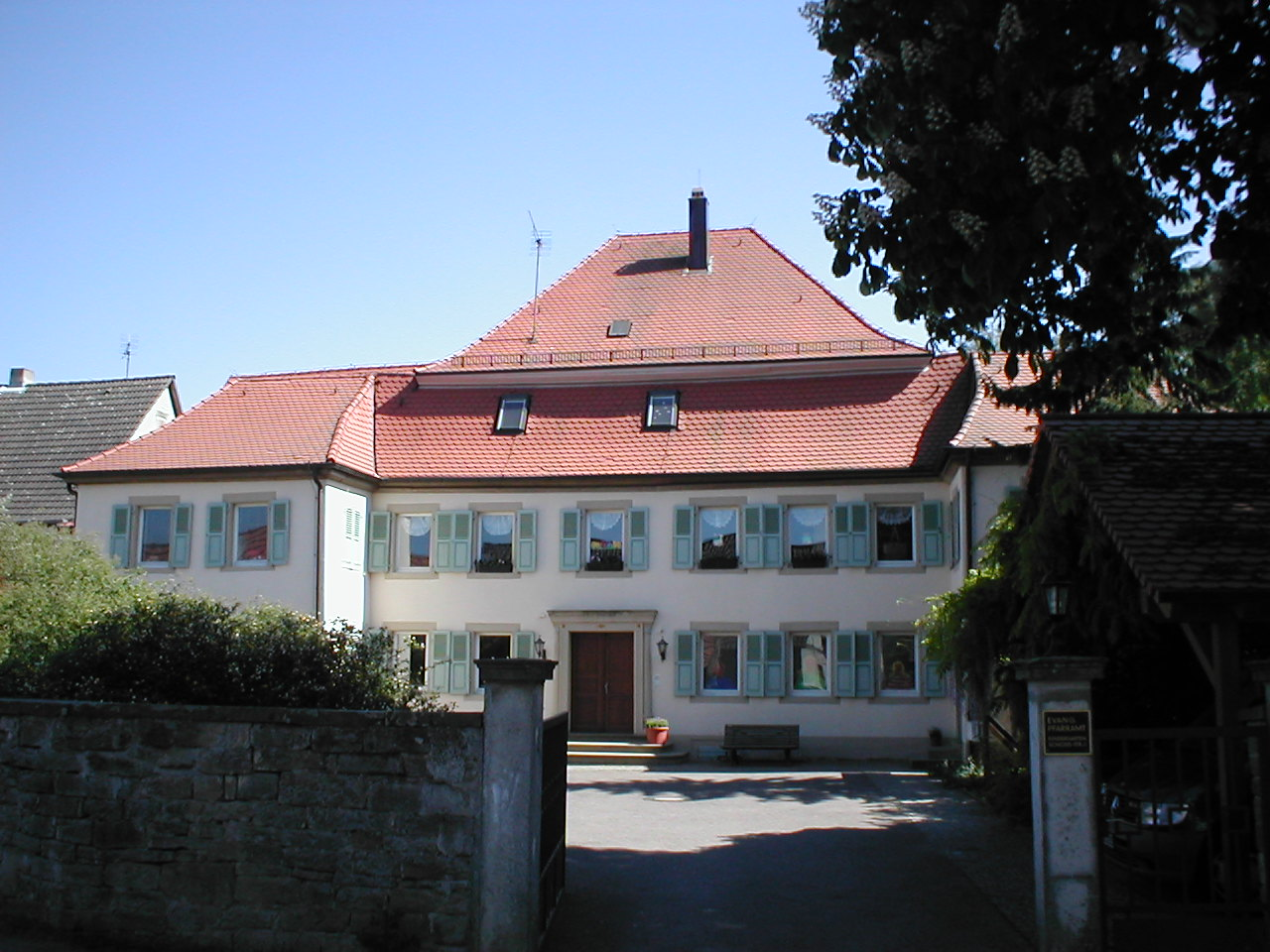
Schloss Siegelsbach
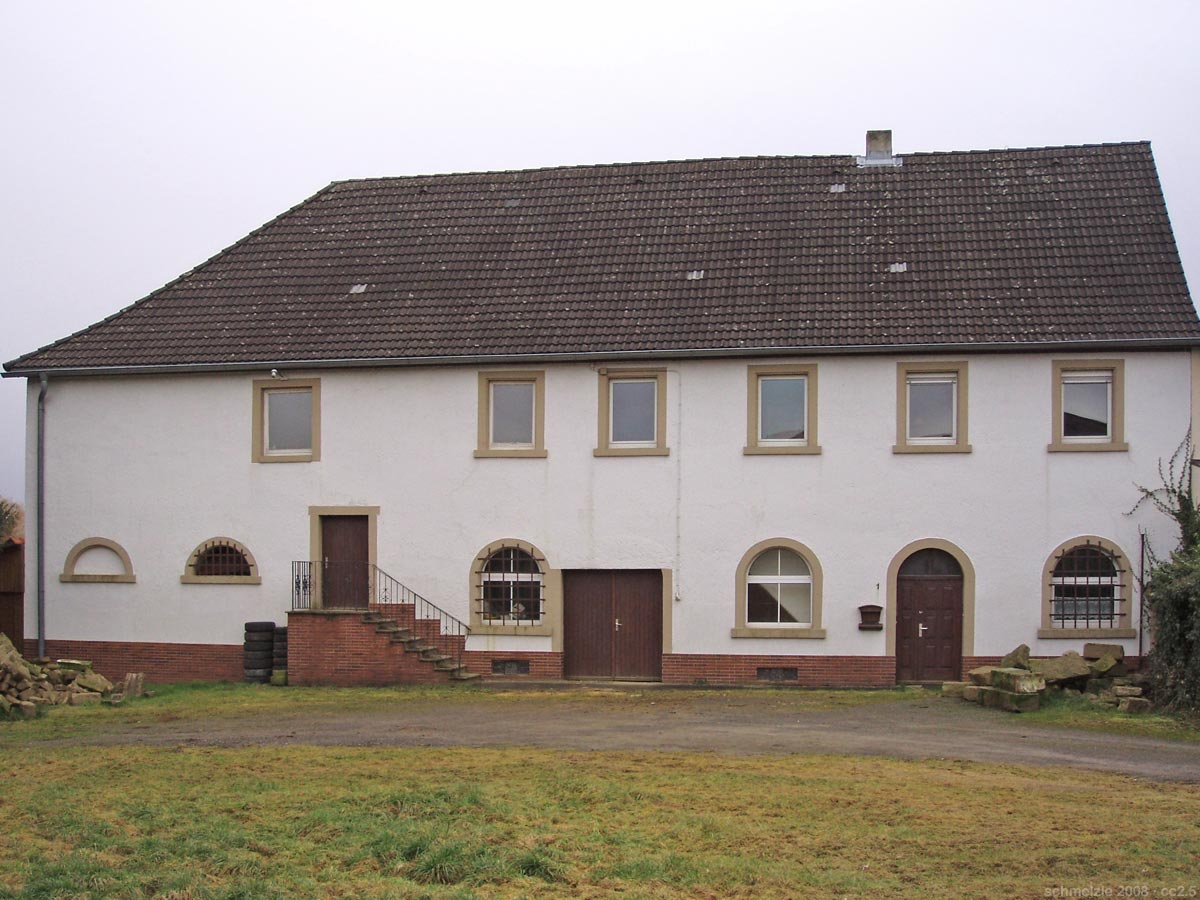
Ehem. Wirtschaftsgebäude / Brauerei, heute Wohnhaus
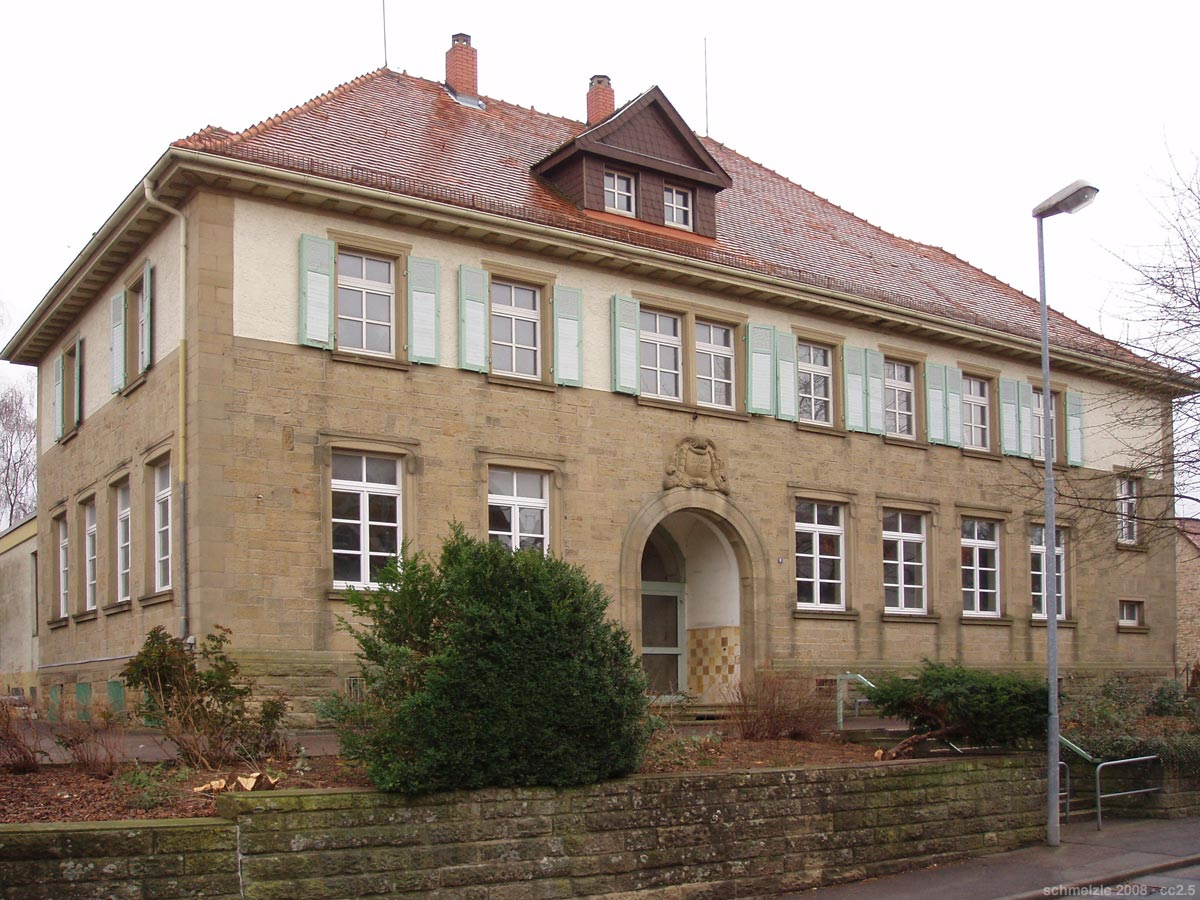
Schulhaus
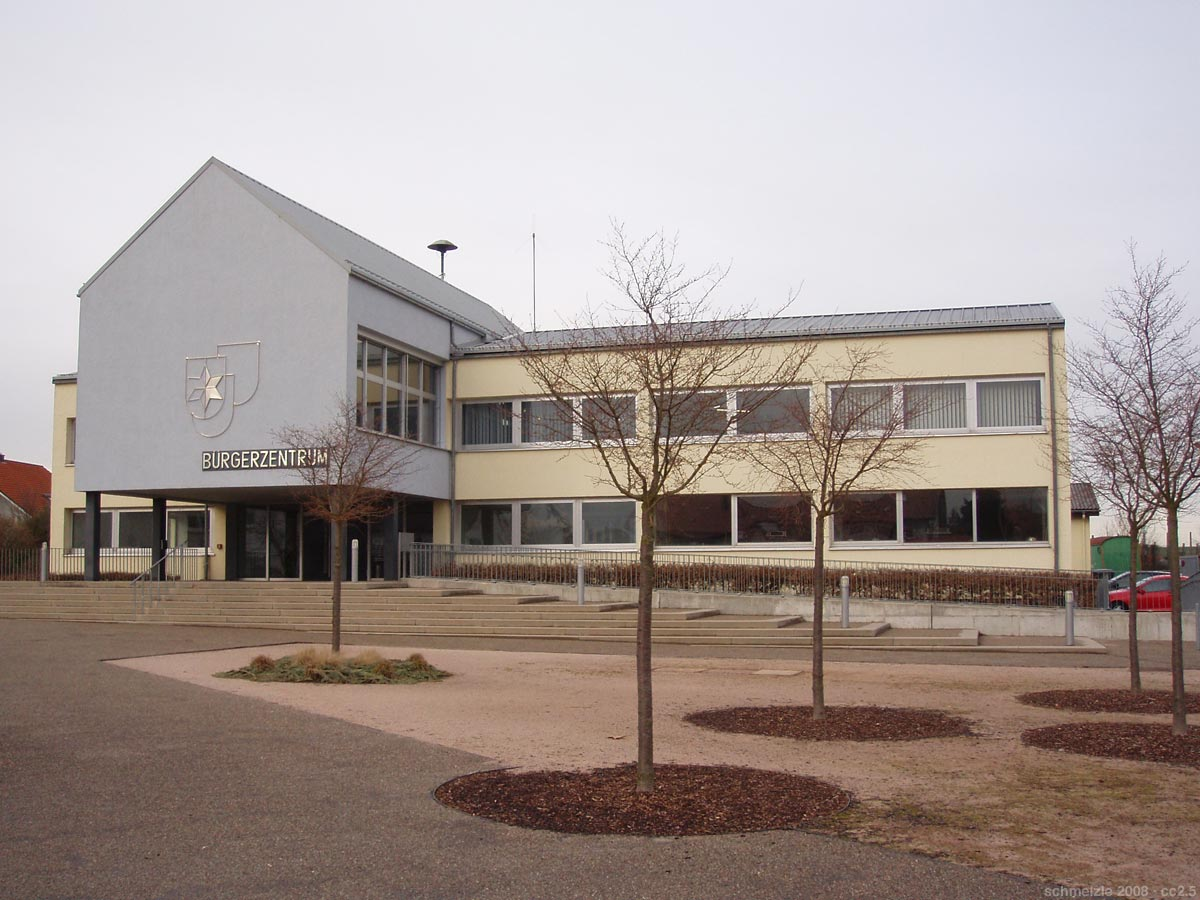
Rathaus

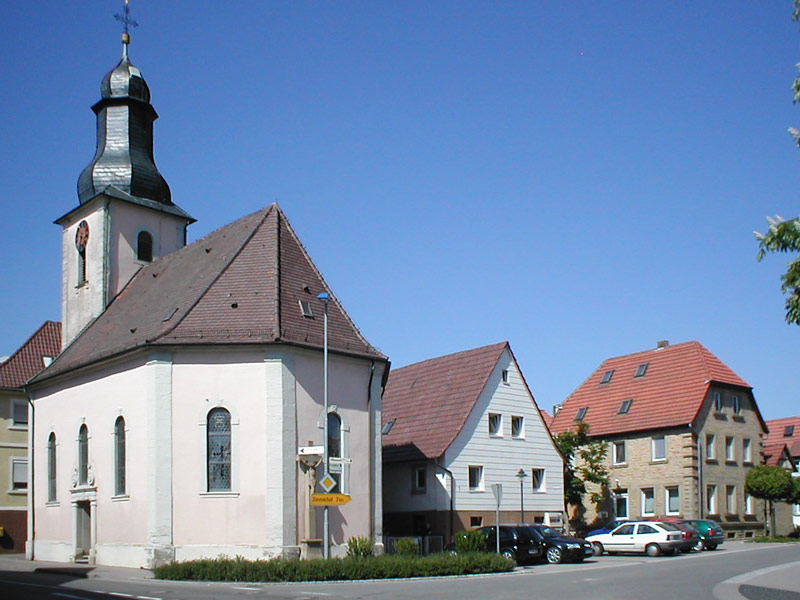
Alte Ortsmitte mit Evangelischer Kirche

- Die Evangelische Kirche wurde ab 1765 in einfachem Barockstil erbaut, nachdem die alte Kirche des Ortes 1711 für den evangelischen Gottesdienst verboten worden war und der evangelische Gottesdienst zeitweilig im Rathaus abgehalten wurde. Das Portal der Kirche ist von Rollwerk bekrönt. Die Weihe der Kirche war am 29. März 1767. Ein Teil der Bausumme war durch einen Siegelsbacher Schnallenmacher, Georg Friedrich Riemer († 1781), in Norddeutschland und Holland gesammelt worden. Baumeister war Johann Melchior Weylbacher aus Bonfeld. Eine erste Glocke wurde 1769 gestiftet. 1820 wurde eine Kirchenorgel der Orgelbauerbrüder Overmann aus Heidelberg beschafft. Die Kirche wurde 1854, 1889 und 1981/82 mehrfach renoviert und erhielt 1922 und 1951 zwei neue Glocken, nachdem die zwei jeweils größten Glocken in den vorangegangenen Weltkriegen eingeschmolzen worden waren.
- Neben der evangelischen Kirche befindet sich das historische evangelische Schulhaus, das von 1935 bis 1971 das zweite Rathaus des Ortes war und am Gemeindewappen an der Fassade zu erkennen ist. Nachdem das ebenfalls in der Ortsmitte befindliche historische Rathaus, das bereits 1711 bestand, baufällig wurde, wurde das ehemalige evangelische Schulhaus zum Rathaus umgebaut. Die evangelische Schule war 1805 eingerichtet worden. 1877 wurden die konfessionellen Schulen zur Einheitsschule vereinigt. Nach dem Bau des neuen Schulhauses 1913 stand die vormalige evangelische Schule zunächst leer, dann war der Schulsaal bis 1934 der Übungsraum des Turnvereins, später Versammlungsraum der SA. 1935 wurde das Gebäude zum Rathaus umgebaut, danach wurde das alte Rathaus abgerissen. Das Gebäude war Rathaus bis zur Eröffnung des 1971 neu erbauten heutigen (dritten) Rathauses und dient seitdem als Wohnhaus.

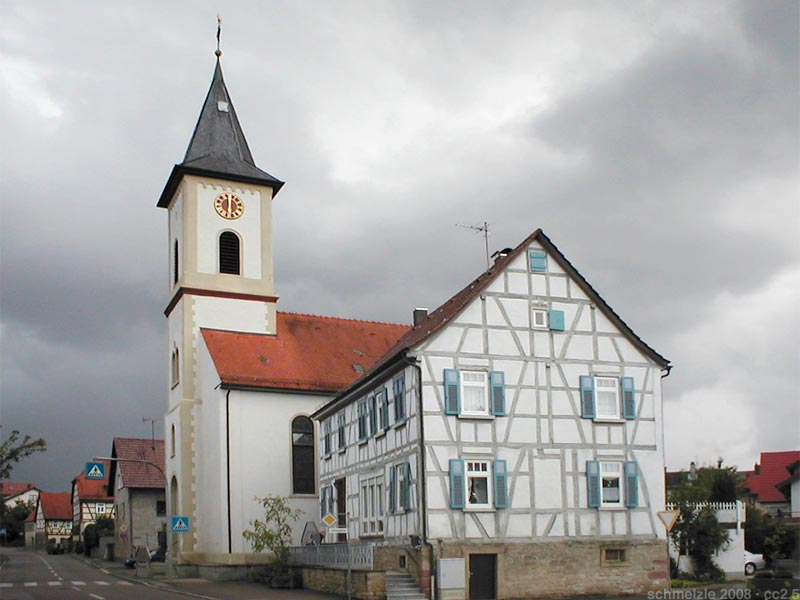
Katholische Kirche mit ehem. katholischem Schulhaus

- Die Katholische Kirche St. Georg geht auf die ursprüngliche Kirche des Ortes zurück, die im 16. Jahrhundert reformiert und 1710 unter den Grafen von Wiser den Katholiken zugeschlagen worden war. Das alte Gebäude war nach 1800 baufällig und wurde 1857 abgebrochen, im Folgejahr wurde das heutige Gebäude erbaut. Die Inneneinrichtung wurde 1927 restauriert, allerdings wurde die Kirche im Zuge der Liturgiereform 1956 ihrer historischen Ausstattung und Ausmalung beraubt und ist heute von schlichter moderner Einrichtung geprägt.
- Die ehemalige katholische Schule bei der katholischen Kirche wurde kürzlich saniert, wobei das Fachwerk des Gebäudes wieder freigelegt wurde. Das Gebäude ist heute ebenfalls ein Wohnhaus.

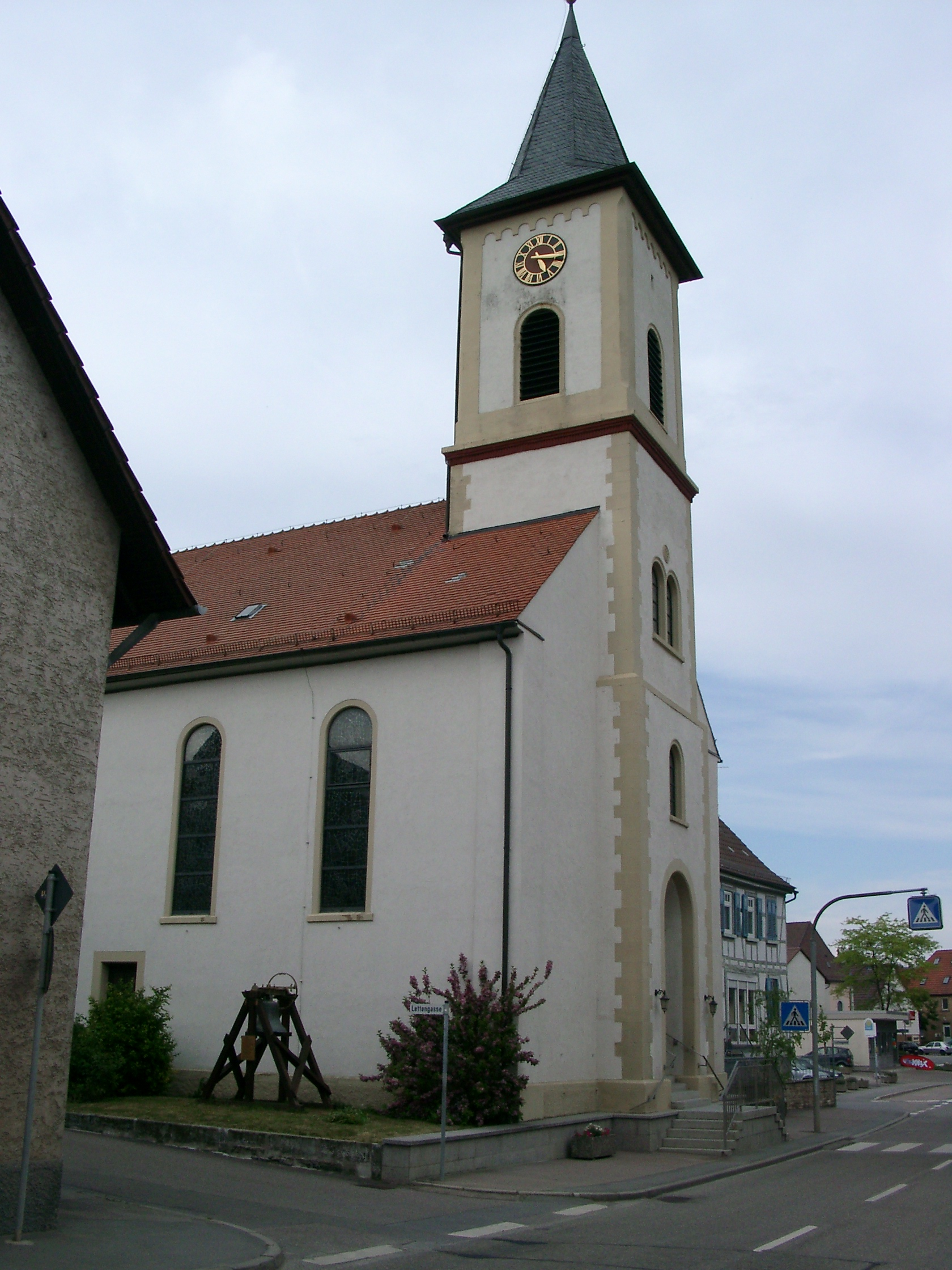
Katholische Kirche
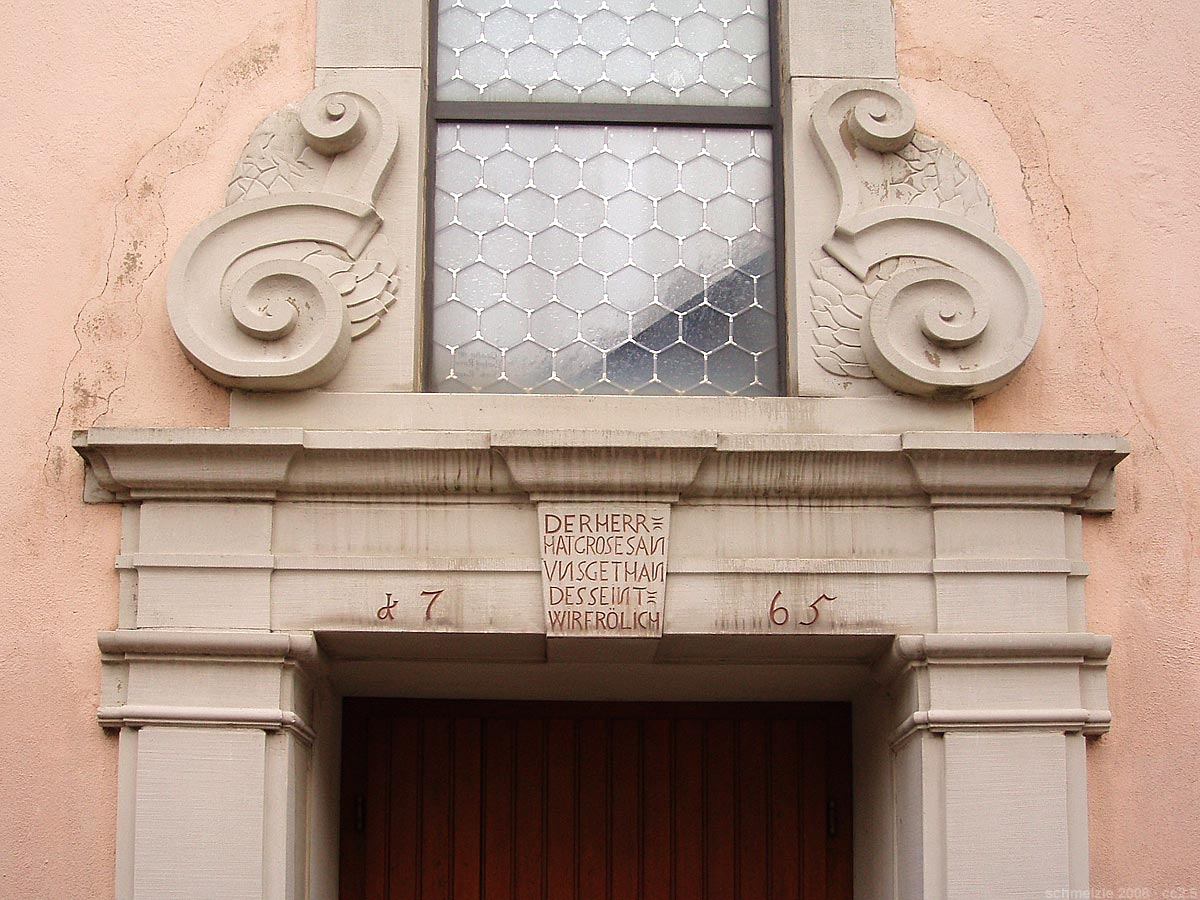
Evangelische Kirche, Portal
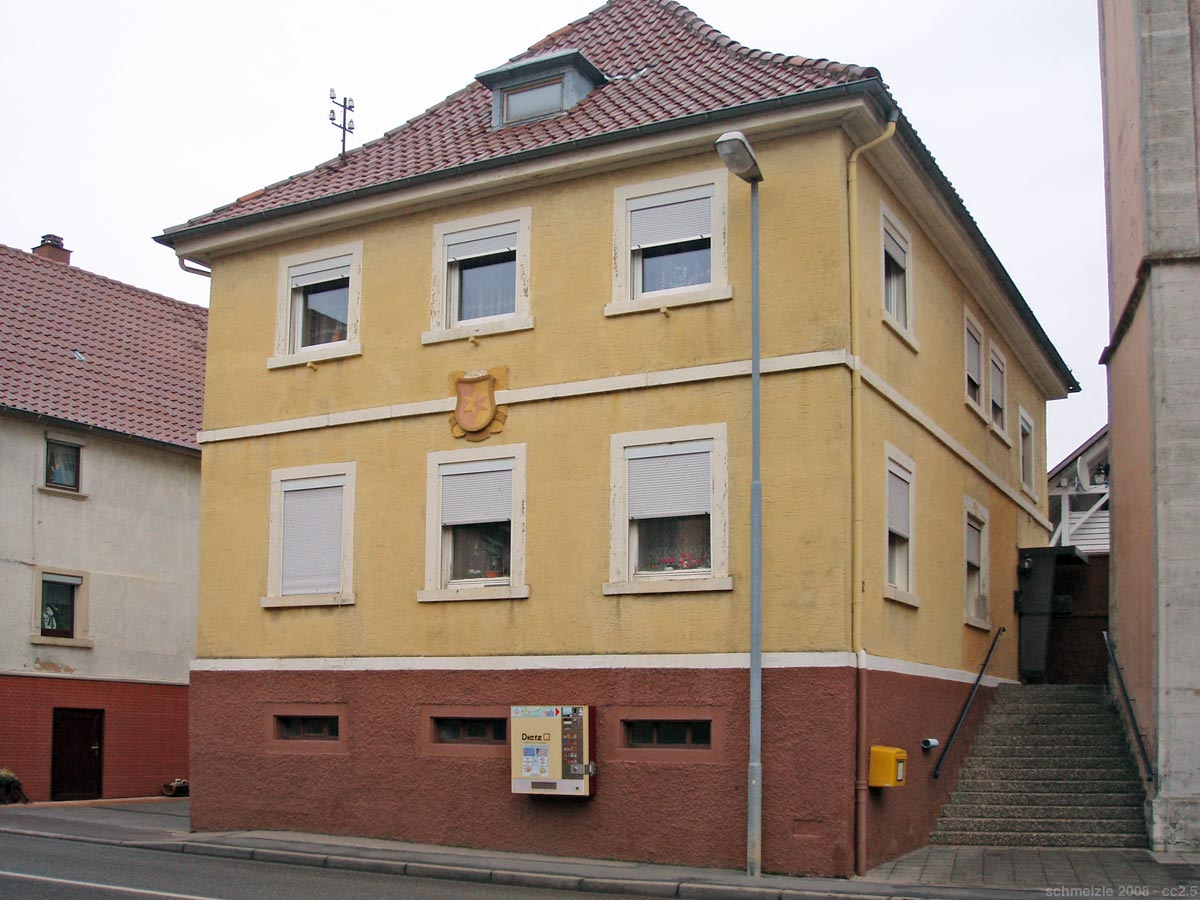
Ehemaliges evangelisches Schulhaus, zweites Rathaus
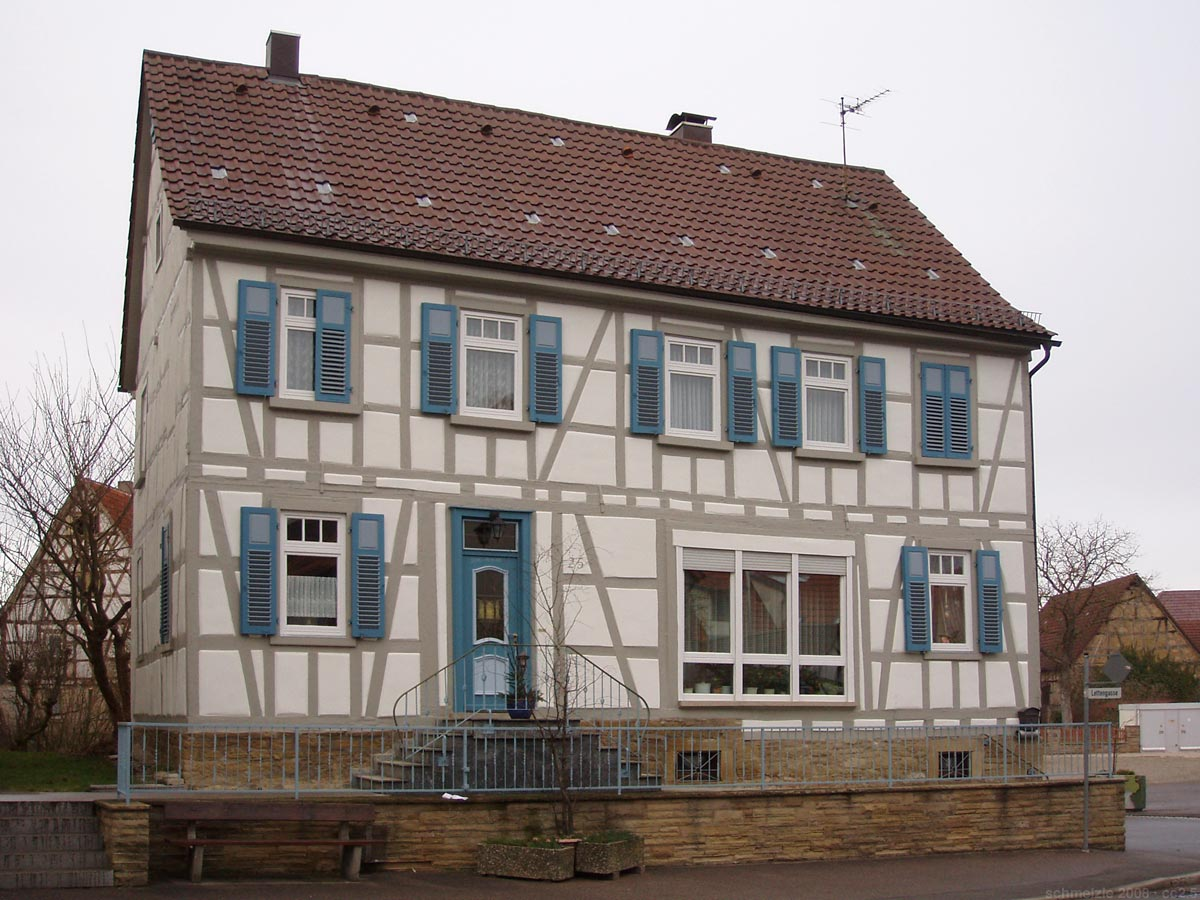
Ehemaliges katholisches Schulhaus

- Im Ort gibt es einige historische Fachwerkhäuser insbesondere aus dem frühen 19. Jahrhundert, darunter die sanierten Anwesen in der Hauptstraße 19 mit Wohnhaus von 1810 und inzwischen zu Wohngebäuden ausgebauter Doppelscheune von 1834 und in der Hauptstraße 73 sowie die unsanierten Anwesen Lindengasse 18 (um 1810) und Lettengasse 9 (vor 1820). Außerdem gibt es mehrere historische Ställe und Scheunen. Die meisten historischen Wohngebäude stehen wegen der kleinen Grundstücksgrößen giebelseitig zur Straße, dahinter befinden sich meist querstehend die Scheunen.

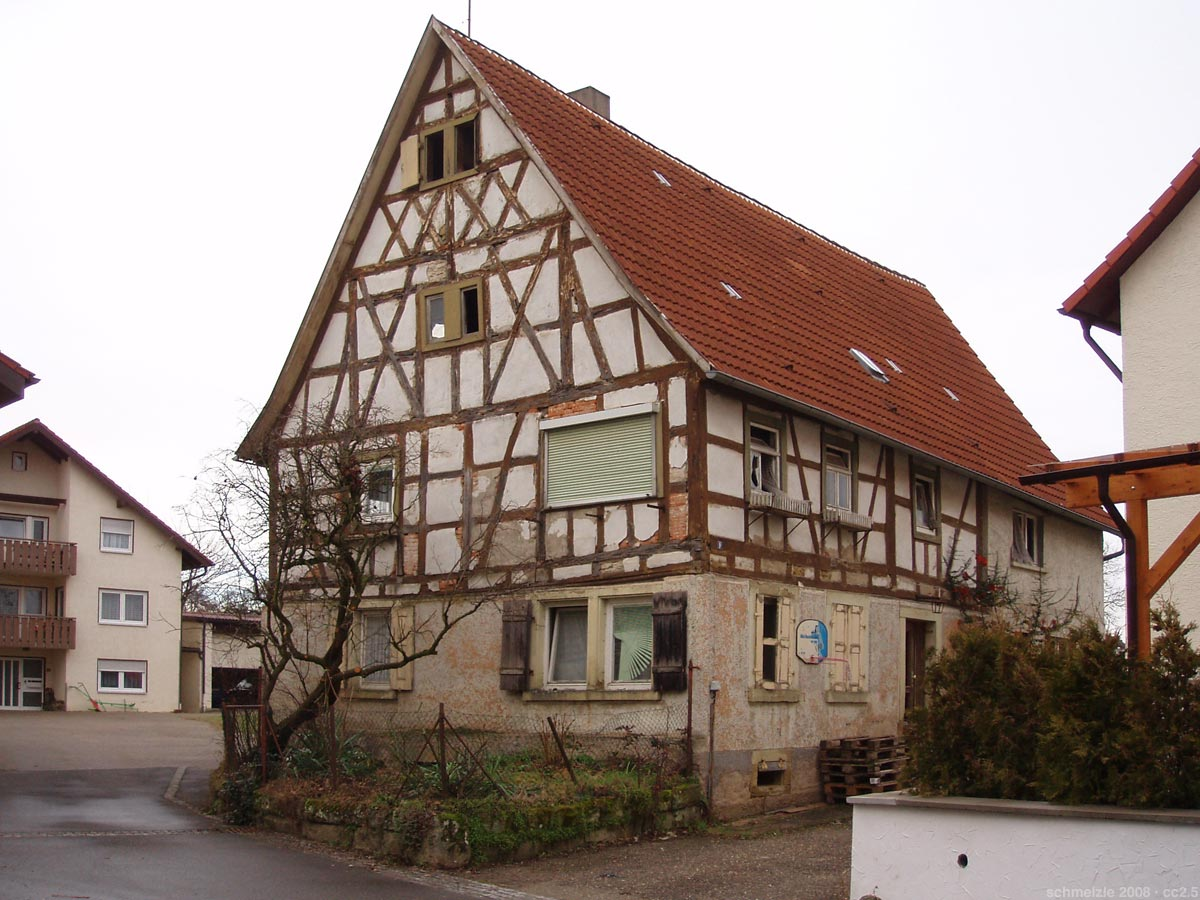
Lettengasse 9
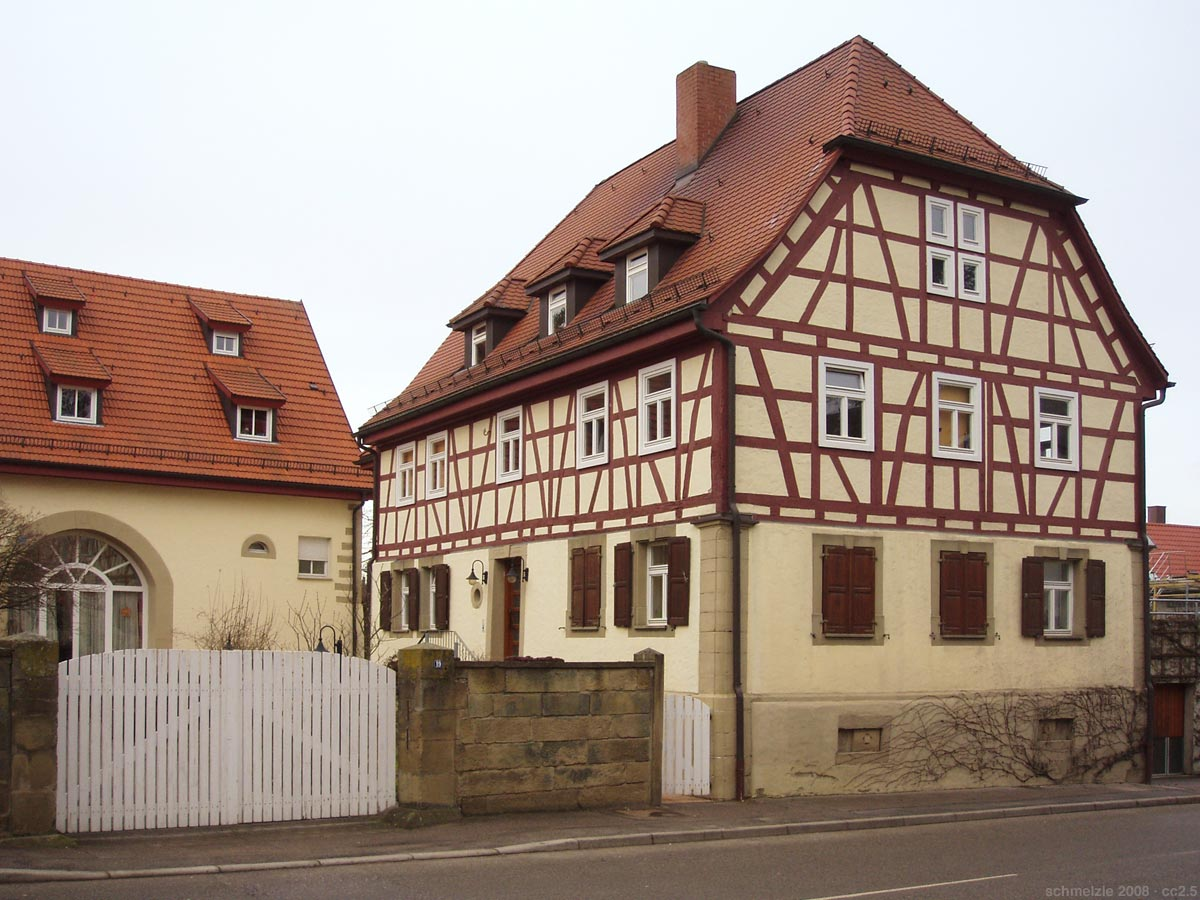
Hauptstr. 19
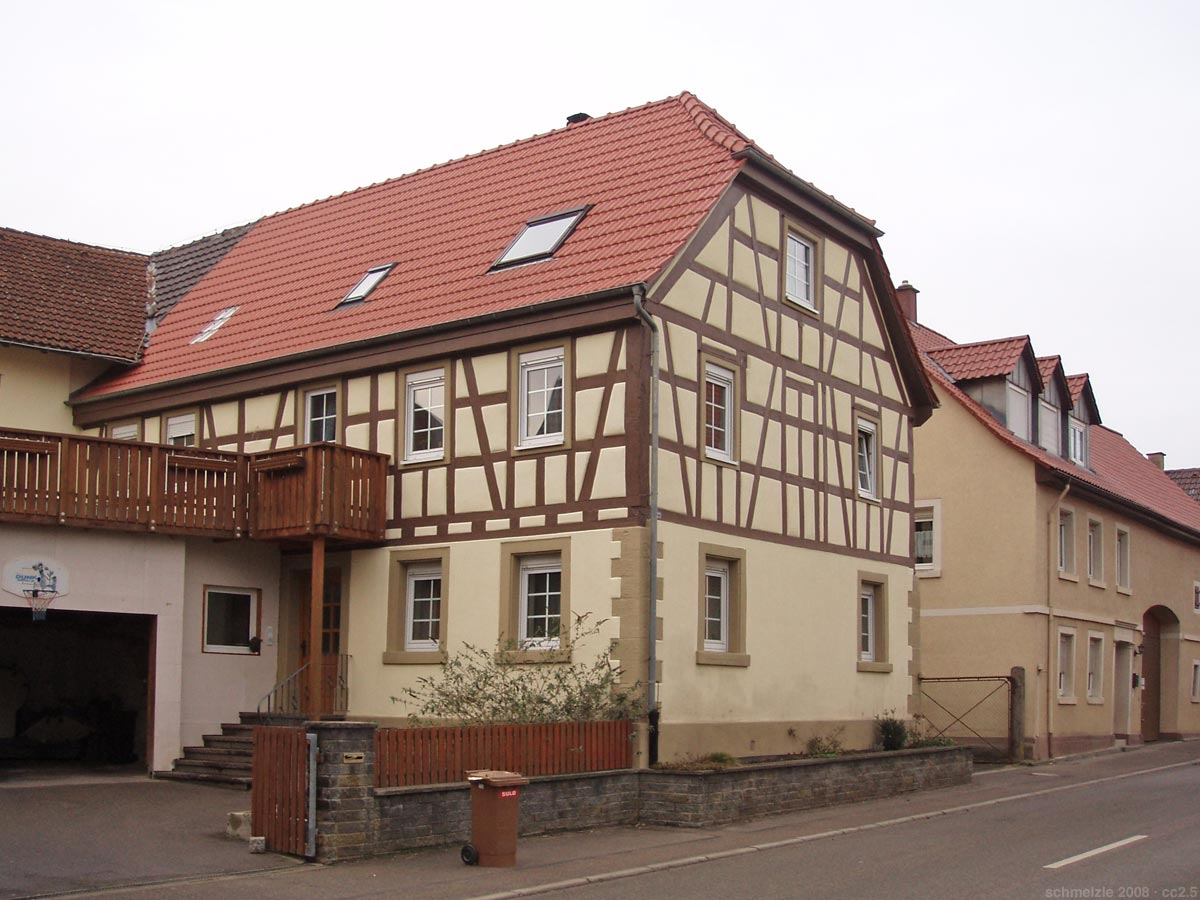
Hauptstr. 73
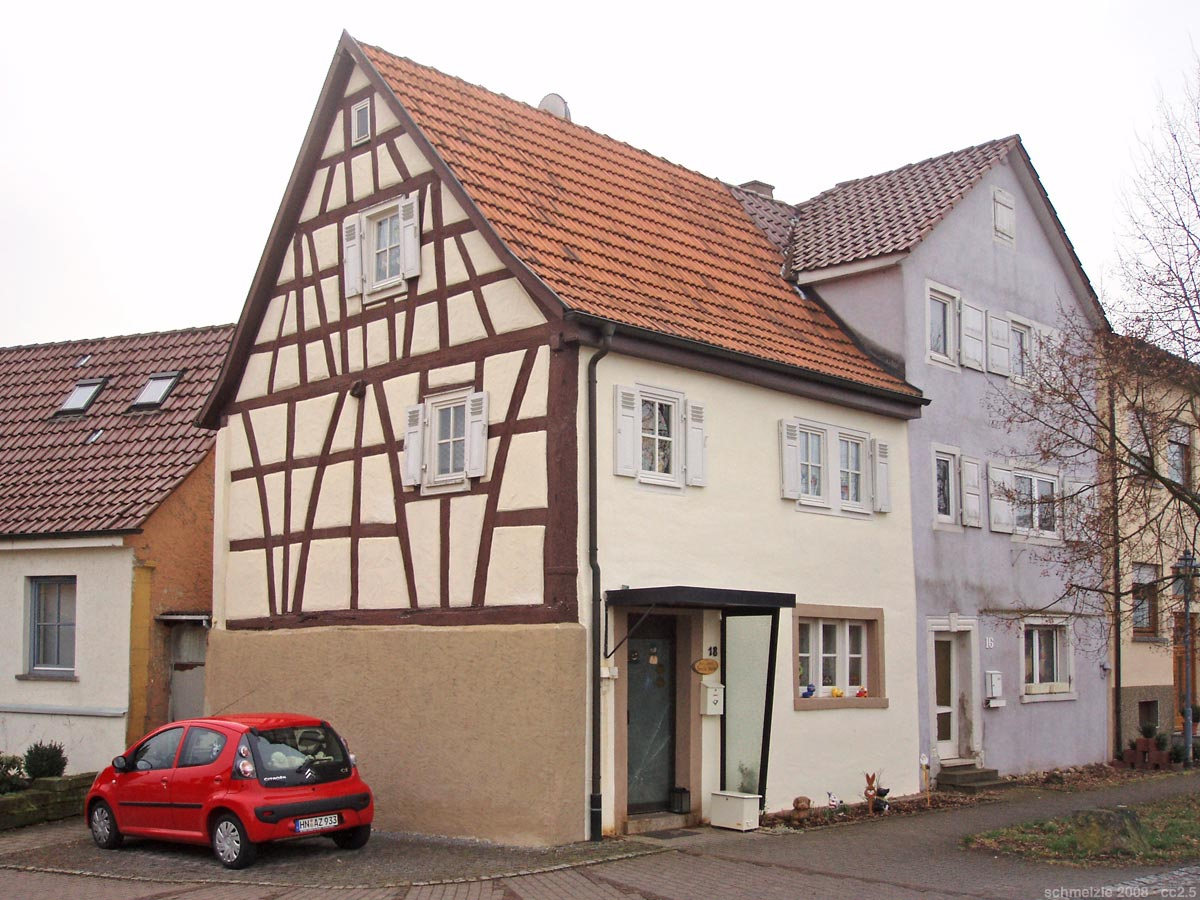
Lindengasse 18

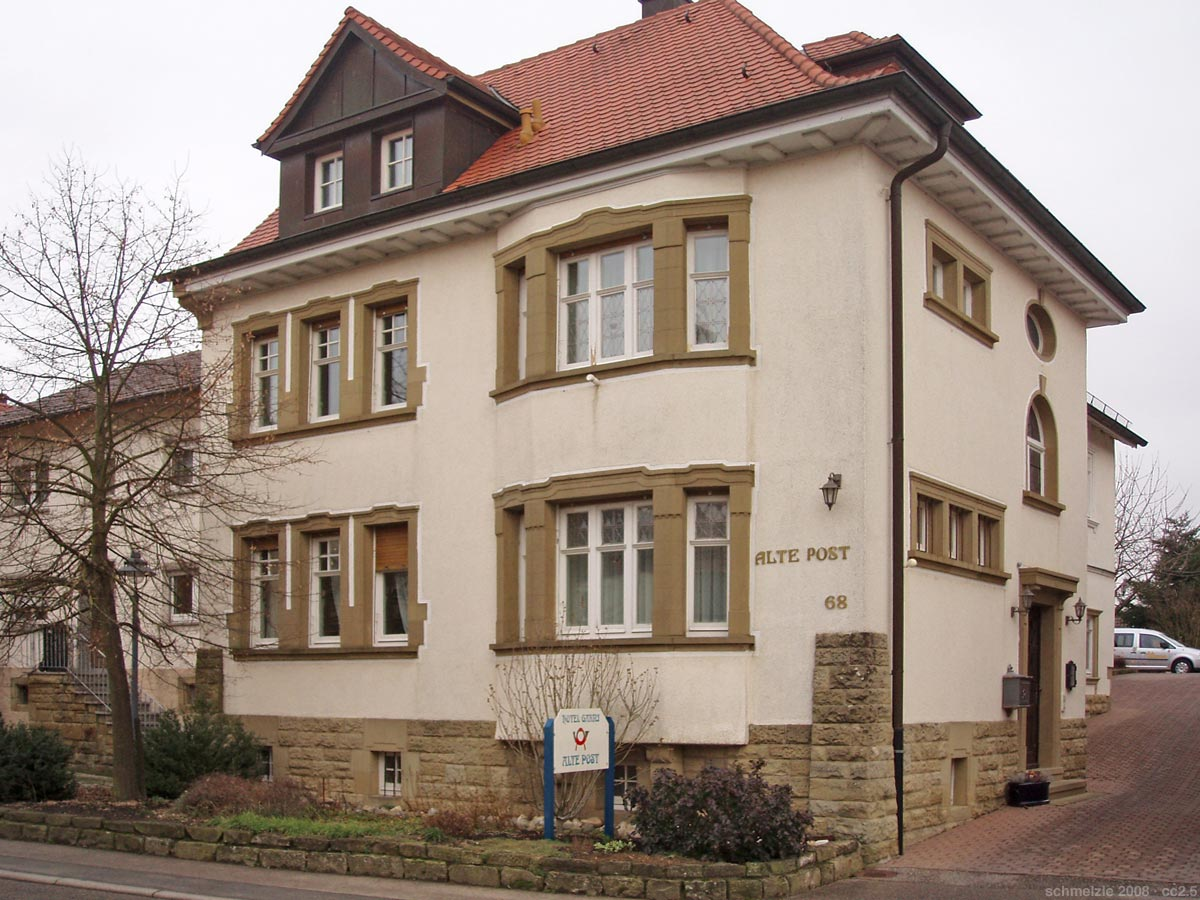
Hotel Alte Post

- Einige repräsentative Bauten aus dem frühen 20. Jahrhundert wurden aus regionalem Sandstein errichtet, darunter die Bahnhofswirtschaft von 1902 und das im selben Jahr entstandene Nachbargebäude. Das im Jahr 1897 im Stil des Historismus erbaute Gebäude des Hotels Alte Post in der Hauptstraße 68 war einst Wohn- und Bürogebäude der Brüder Grötzinger, der Besitzer der Öl- und Fettwarenfabrik.
- Der Siegelsbacher Bahnhof war ursprünglich ein kleines zweistöckiges Gebäude auf einem engen rechteckigen Grundriss. Das traufseitig zur Bahnhofstraße und zum Bahnsteig stehende Gebäude mit Zwerchgiebeln hatte einen Steinsockel, das Obergeschoss war in Fachwerkbauweise ausgeführt und mit Holz verkleidet. Durch zahlreiche Um- und Anbauten ist die ursprüngliche Bauform des inzwischen als Gaststätte genutzten Gebäudes kaum noch zu erkennen.
- Die Schnepfenhardter Mühle ist die zum Neckar hin im Fünfmühlental gelegene historische Bannmühle. Das Anwesen brannte im Juni 1957 nieder und wurde als Ausflugsgaststätte wiederaufgebaut.

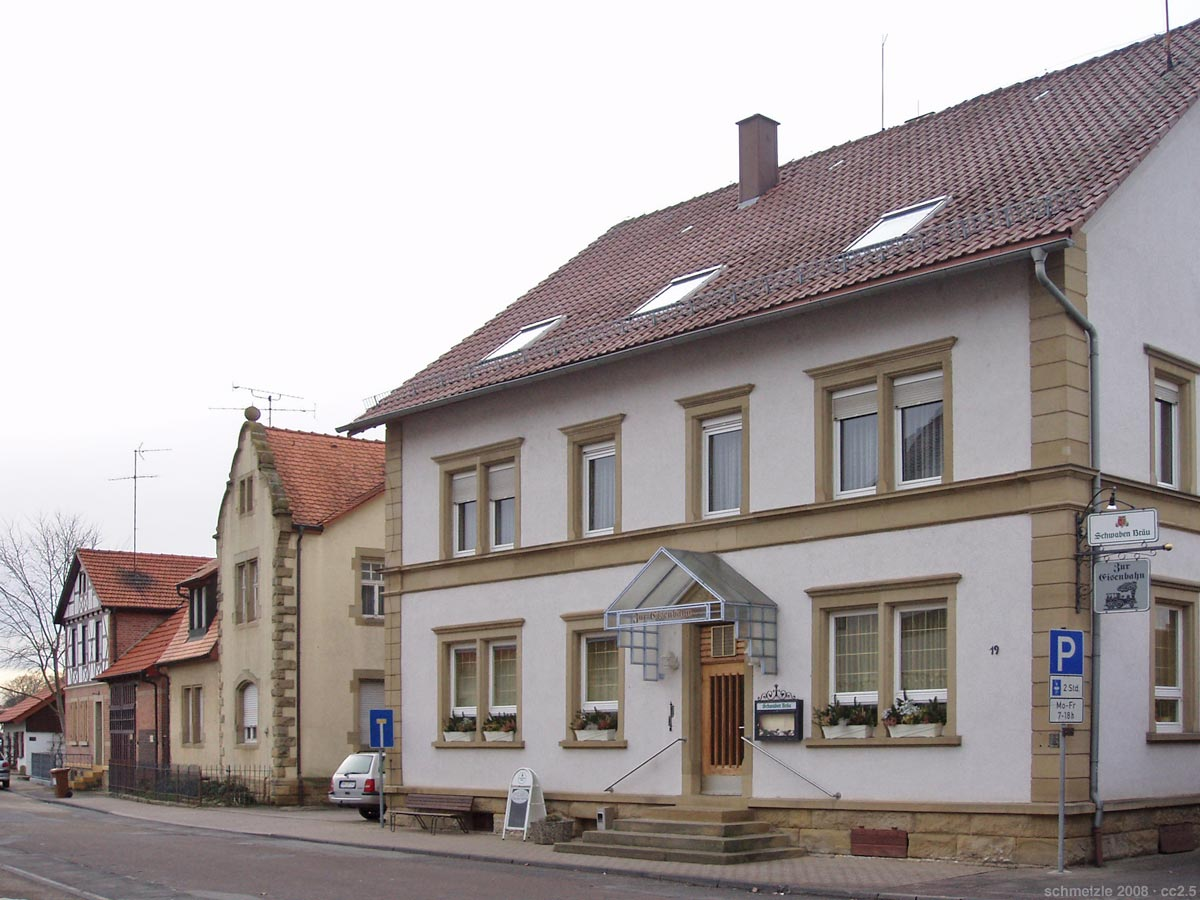
Bahnhofsgaststätte
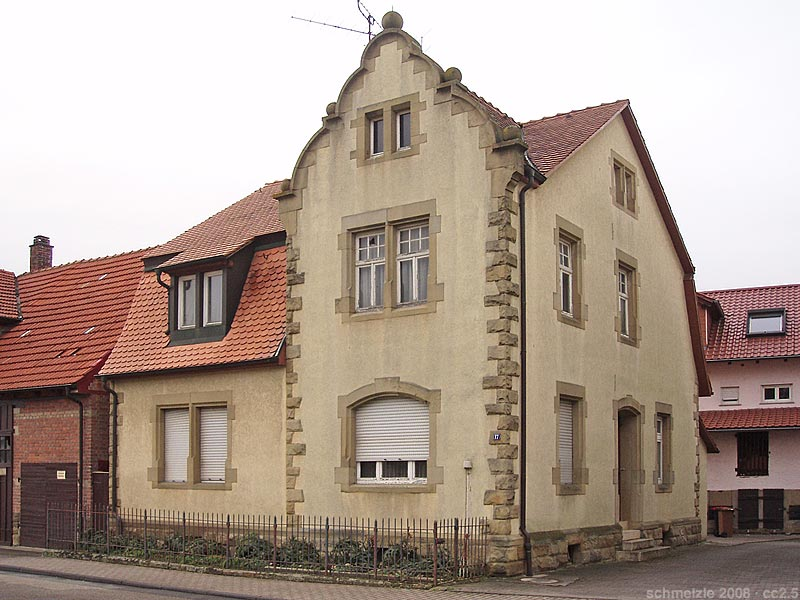
Wohngebäude Bahnhofstraße
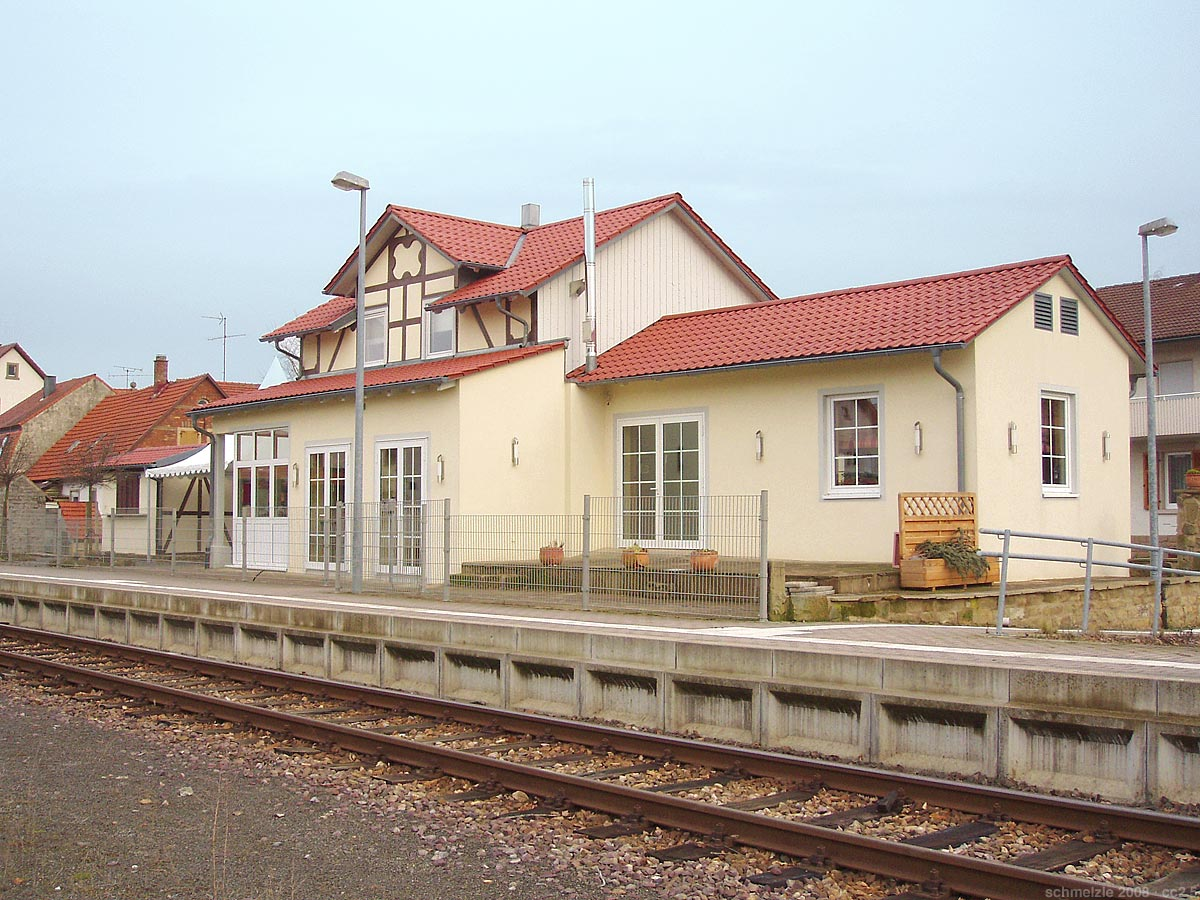
Ehemaliger Bahnhof
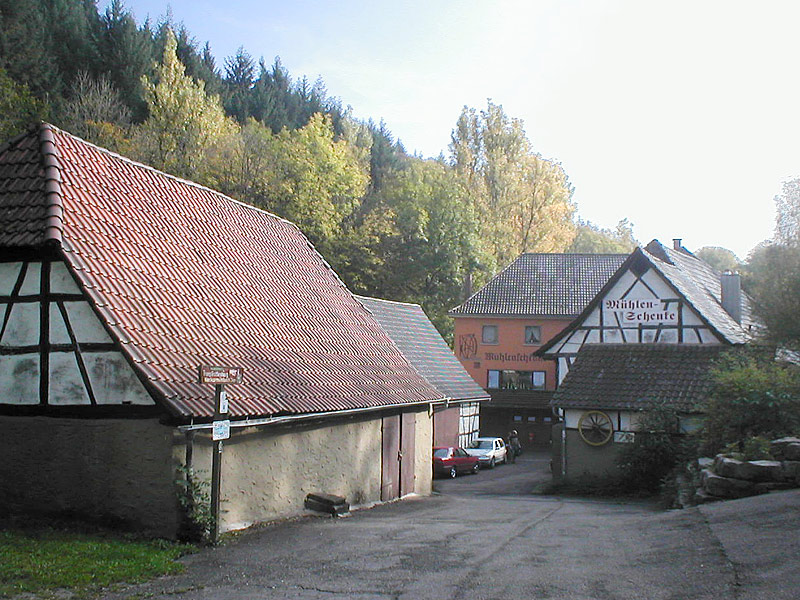
Schnepfenhardter Mühle

## Wirtschaft und Infrastruktur

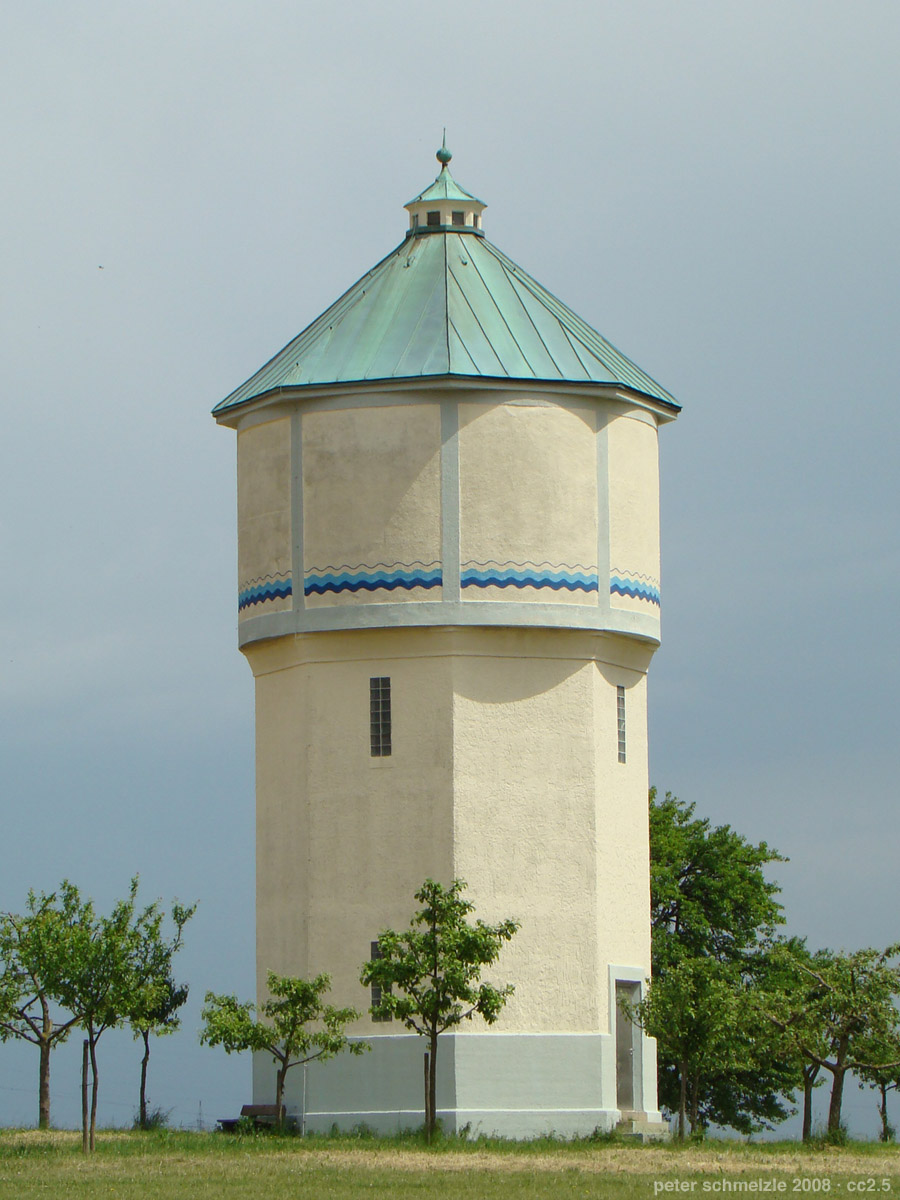
Wasserturm auf einer Anhöhe nördlich des Ortes

Das bedeutendste Unternehmen in Siegelsbach ist die Mann & Schröder GmbH, die mit über 700 Mitarbeitern Kosmetikartikel herstellt. Der Betrieb geht auf eine 1864 von Jacob Grötzinger in den Wirtschaftsgebäuden des Schlosses gegründete Seifensiederei zurück. 1951 gründete Hans Schröder mit Teilhabern die Mann & Schröder KG, die zunächst Fensterkitt, später auch Schuhcreme, Spülmittel und anderes produzierte. Ab 1959 wurde die Produktpalette auf Kosmetik- und Körperpflegeprodukte umgestellt, die unter verschiedenen Handelsmarken weltweit vertrieben werden.

### Verkehr
Der Bahnhof Siegelsbach ist eine Station der Krebsbachtalbahn von Hüffenhardt nach Neckarbischofsheim Nord. Der reguläre Personenverkehr wurde zum 1. August 2009 eingestellt. An Sonn- und Feiertagen von Juni bis Oktober findet ein Ausflugsverkehr mit Uerdinger Schienenbussen statt.
Die Gemeinde liegt in der Nähe der Bundesautobahn 6, Anschlussstelle Bad Rappenau.

### Medien
Über das Geschehen in Siegelsbach berichtet die Tageszeitung Kraichgau Stimme (eine Nebenausgabe der Heilbronner Stimme) sowie die Rhein-Neckar-Zeitung.

### Bildung
In Siegelsbach besteht die Astrid-Lindgren-Grundschule. Daneben gibt es je einen evangelischen und katholischen Kindergarten.
Darüber hinaus unterhält die Volkshochschule Unterland in Siegelsbach eine Außenstelle.

## Persönlichkeiten
- Rudolf Petzold (1929–2023), langjähriger Schul- und Bibliotheksleiter, Gemeinderat und Heimatforscher
- Franz Bernhard (1934–2013), Bildhauer, lebte nach 1946 zeitweise in Siegelsbach
- R. A. The Rugged Man (* 1974), New Yorker Rapper, verbrachte in seiner Kindheit und frühen Jugend viel Zeit bei Verwandten in Siegelsbach[9]